# Laguna Seca Raceway
Der Laguna Seca Raceway (offiziell WeatherTech Raceway Laguna Seca) gehört zu den bedeutendsten Motorsport-Rennstrecken in den USA. Sie liegt im Bundesstaat Kalifornien im Monterey County, zwischen den Städten Monterey und Salinas.
Eine Runde hat eine Länge von 3601 Metern, bei einer Höhendifferenz von 55 m. Die Strecke besteht aus elf Kurven und besonderes Merkmal der Strecke sind die Kurven 8 und 8A, die berühmte „Korkenzieherkurve“ (englisch „Corkscrew“), die uneinsehbar hinter einer Kuppe liegt und nach einer langen Geraden mit hoher Geschwindigkeit erreicht wird, so dass stark verzögert werden muss, um anschließend die steil nach unten abfallende, sich erst nach links und dann nach rechts schlängelnde Schikane nicht zu verpassen.
Neben verschiedenen US-amerikanischen Rennserien (z. B. die American Le Mans Series und AMA) war der Laguna Seca Raceway auch Veranstaltungsort des Großen Preises der USA im Rahmen der Motorrad-Weltmeisterschaft. Während 1964, 1965 und von 1988 bis 1994 alle Klassen fuhren, startete von 2005 bis 2013 nur die MotoGP. Zwischen 1995 und 2004 und von 2013 bis 2019 gastierte hier jährlich die Superbike-Weltmeisterschaft.

## Geschichte
Die erste Nutzung des Gebietes gab es bereits 1867 mit der Gründung der Laguna Seca Ranch, wo 140 Jahre lang Weide- und Pferdewirtschaft betrieben wurde.
Nachdem die nahegelegene Strecke der „Pebble Beach Road Races“ als zu gefährlich eingestuft worden war, begann 1957 der Bau des „Laguna Seca Raceways“. Die Baukosten betrugen 1,5 Millionen US-Dollar und wurden vorwiegend von ansässigen Unternehmen und Privatpersonen finanziert. Seit 1974 besitzt das Monterey County Parks Department sämtliche Eigentumsrechte.
Das erste Rennen, das am 9. November 1957 stattfand, gewann Pete Lovely in einem Ferrari.
Als 1988 auch erstmals Rennen der Superbike-Weltmeisterschaft stattfanden, musste die Strecke aufgrund der bestehenden Regeln der FIM umgebaut werden, um die minimale geforderte Streckenlänge zu erreichen. Auch die Auslaufzonen wurden verbessert. 2006 wurde zusätzlich die Spitze am Ende der Rahal Straight etwas abgeflacht. Manche Fahrer der MotoGP sind allerdings der Meinung, dadurch würden zusätzliche Störungen durch den Wind erzeugt.
Nachdem Mazda als offizieller Hauptsponsor der Strecke einstieg, wurde die Strecke aufgrund des Vertrages in „Mazda Raceway Laguna Seca“ umbenannt.
2016 war die Rennstrecke das Ziel der vierten Etappe des Straßenradrennen Tour of California.
Seit April 2018 ist WeatherTech Hauptsponsor, was zur Umbenennung in WeatherTech Raceway Laguna Seca führte.

## Die Strecke

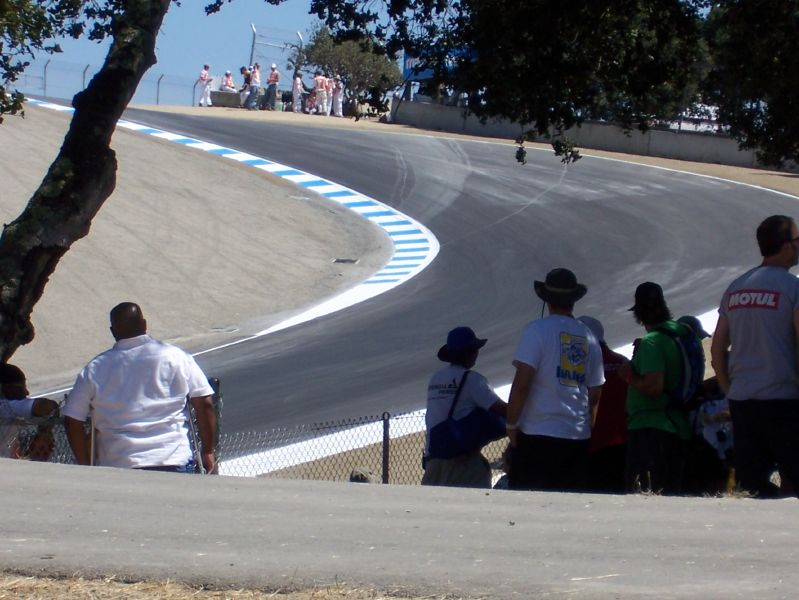
Die Corkscrew-Kurve

Die Startlinie befindet sich auf einer kleinen Kuppe in einem leichten Linksknick. Die danach abfallende Strecke biegt in einem weiten Bogen (1) um ca. 15° nach links. In diesem Gefälle folgen die Haarnadel, Andretti Hairpin (2) eine 105°-Rechts (3) und nach einer kurzen Geraden, eine 75°-Rechtskurve (4), an die ein längeres, leicht nach rechts führendes Stück Gerade anschließt und eine weite 100°-Linkskurve (5) folgt. Nach einer weiteren Geraden und einer 80°/10° Links (6) beschleunigen die Fahrzeuge die Rahal Straight hinauf zur „Korkenzieherkurve“, Corkscrew leicht rechts (7) ohne Sicht über die Kuppe scharf links (8) steil hinunter, sofort in einen Rechtsknick (8a) weiter bergab in eine lange Links Rainey Curve (9) und anschließend eine 80°-Rechtskurve (10) an der Boxeneinfahrt vorbei schließt die letzte, eine scharfe 105°-Links (11) den Kurs zur leicht ansteigenden Zielgeraden zurück zum Ziel.
Der offizielle Streckenrekord wurde in der CART-Saison 2000 mit 1:07,722 Minuten aufgestellt, gefahren von Hélio Castroneves in einem Penske. Die schnellste Runde vorher fuhr am 19. Mai 2012 Marc Gené mit 1:05,786 Minuten bei einer Veranstaltung der Ferrari Racing Days mit einem Ferrari F2003-GA, dem Siegerwagen von Michael Schumacher, Gewinner der Formel-1-Saison 2003.

## Ergebnisse

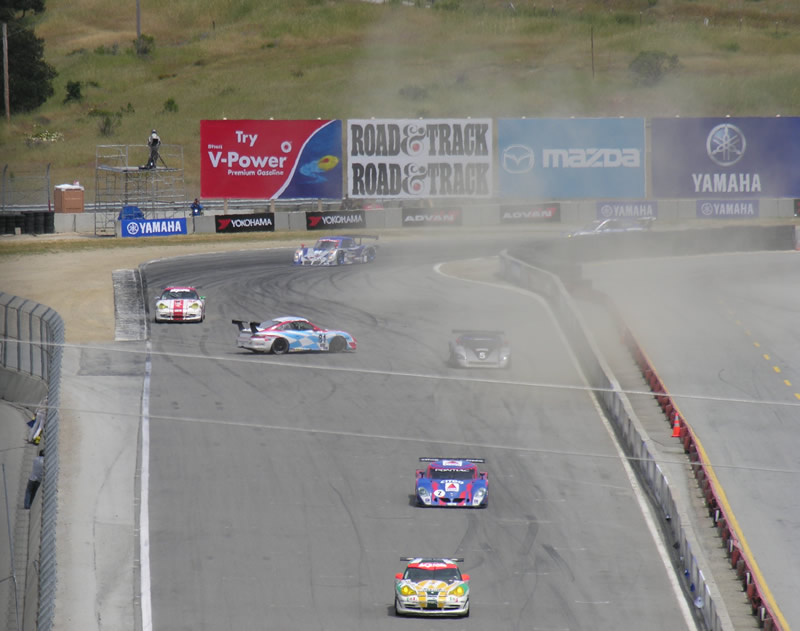
Zielgerade des Laguna Seca Raceway

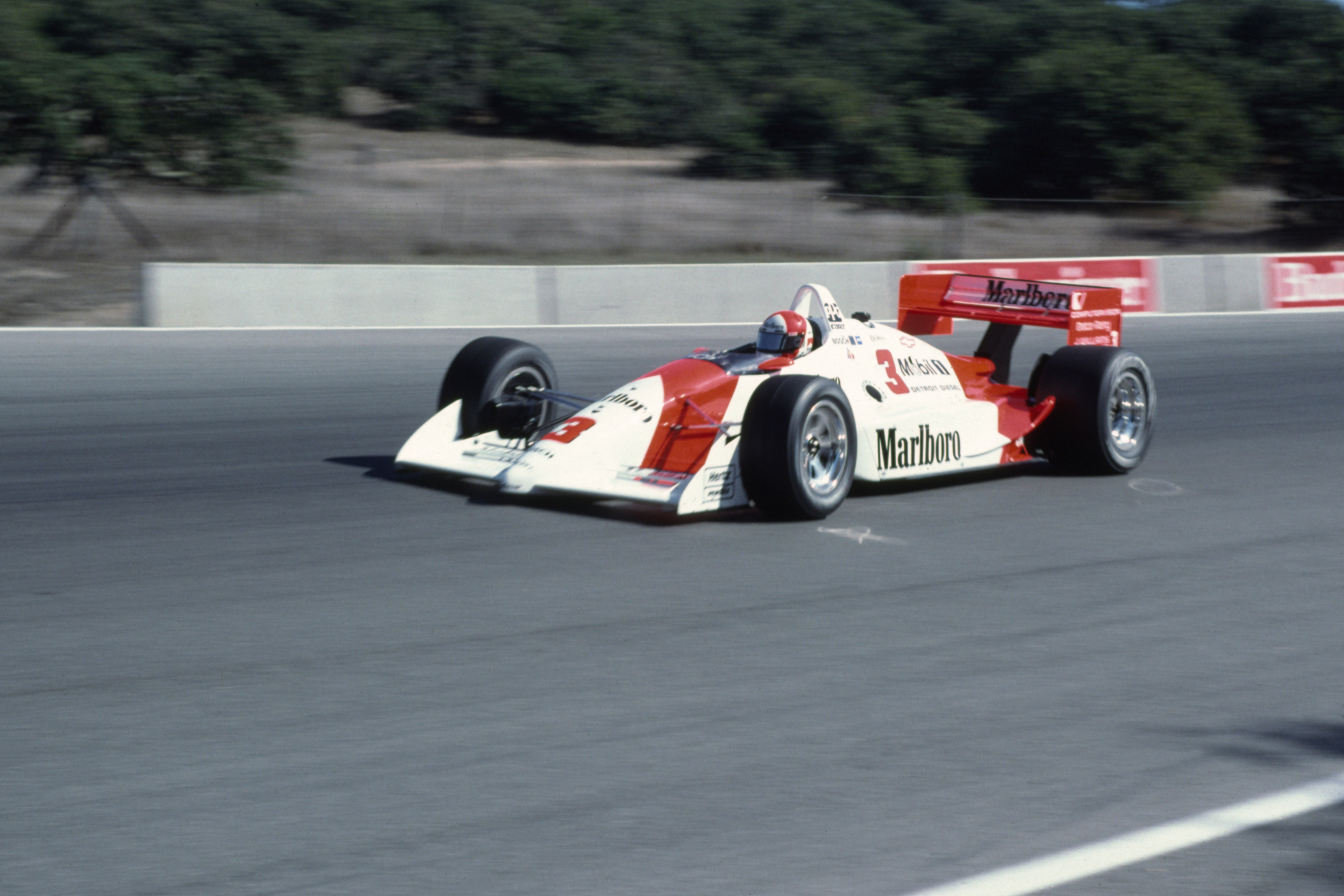
Rick Mears auf Penske

### IndyCar-Sieger
| Saison | Sieger       | Chassis | Motor | Team                        |
| ------ | ------------ | ------- | ----- | --------------------------- |
| 2019   | Colton Herta | Dallara | Honda | Harding Steinbrenner Racing |
| 2021   | Colton Herta | Dallara | Honda | Andretti Autosport          |
| 2022   | Alex Palou   | Dallara | Honda | Chip Ganassi Racing         |
| 2023   | Scott Dixon  | Dallara | Honda | Chip Ganassi Racing         |
| 2024   | Alex Palou   | Dallara | Honda | Chip Ganassi Racing         |
| 2025   | Alex Palou   | Dallara | Honda | Chip Ganassi Racing         |

### Champ-Car-Sieger
| Saison | Sieger             | Chassis | Motor               | Team                       |
| ------ | ------------------ | ------- | ------------------- | -------------------------- |
| 1983   | Teo Fabi           | March   | Cosworth            | Forsythe Racing            |
| 1984   | Bobby Rahal        | March   | Cosworth            | Truesports                 |
| 1985   | Bobby Rahal        | March   | Cosworth            | Truesports                 |
| 1986   | Bobby Rahal        | March   | Cosworth            | Truesports                 |
| 1987   | Bobby Rahal        | Lola    | Cosworth            | Truesports                 |
| 1988   | Danny Sullivan     | Penske  | Chevrolet-Ilmor     | Penske Racing              |
| 1989   | Rick Mears         | Penske  | Chevrolet-Ilmor     | Penske Racing              |
| 1990   | Danny Sullivan     | Penske  | Chevrolet-Ilmor     | Penske Racing              |
| 1991   | Michael Andretti   | Lola    | Chevrolet-Ilmor     | Newman/Haas/Lanigan Racing |
| 1992   | Michael Andretti   | Lola    | Ford-Cosworth       | Newman/Haas/Lanigan Racing |
| 1993   | Paul Tracy         | Penske  | Chevrolet-Ilmor     | Penske Racing              |
| 1994   | Paul Tracy         | Penske  | Mercedes-Benz-Ilmor | Penske Racing              |
| 1995   | Gil de Ferran      | Reynard | Mercedes-Benz-Ilmor | Jim Hall Racing            |
| 1996   | Alex Zanardi       | Reynard | Honda               | Chip Ganassi Racing        |
| 1997   | Jimmy Vasser       | Reynard | Honda               | Chip Ganassi Racing        |
| 1998   | Bryan Herta        | Reynard | Ford-Cosworth       | Team Rahal                 |
| 1999   | Bryan Herta        | Reynard | Ford-Cosworth       | Team Rahal                 |
| 2000   | Hélio Castroneves  | Reynard | Honda               | Penske Racing              |
| 2001   | Massimiliano Papis | Lola    | Ford-Cosworth       | Team Rahal                 |
| 2002   | Cristiano da Matta | Lola    | Toyota              | Newman/Haas/Lanigan Racing |
| 2003   | Patrick Carpentier | Lola    | Ford-Cosworth       | Forsythe Racing            |
| 2004   | Patrick Carpentier | Lola    | Ford-Cosworth       | Forsythe Racing            |

### Champ-Car-Marlboro-Challenge
| Saison | Sieger           | Chassis | Motor     | Team               |
| ------ | ---------------- | ------- | --------- | ------------------ |
| 1989   | Al Unser, Jr.    | Lola    | Chevrolet | Galles Racing      |
| 1991   | Michael Andretti | Lola    | Chevrolet | Newman/Haas Racing |

### American Le Mans Series
| Saison | Klasse | Sieger                                    | Wagen                   |
| ------ | ------ | ----------------------------------------- | ----------------------- |
| 1999   | LMP    | JJ Lehto Steve Soper                      | BMW V12 LMR             |
| 1999   | GTS    | Olivier Beretta Karl Wendlinger           | Chrysler Viper GTS-R    |
| 1999   | GT     | Johnny Mowlem David Murry                 | Porsche 993 Carrera RSR |
| 2000   | LMP    | Rinaldo Capello Allan McNish              | Audi R8                 |
| 2000   | GTS    | Olivier Beretta Karl Wendlinger           | Chrysler Viper GTS-R    |
| 2000   | GT     | Hans-Joachim Stuck Boris Said             | BMW M3 GT               |
| 2001   | LMP900 | Frank Biela Emanuele Pirro                | Audi R8                 |
| 2001   | LMP675 | Milka Duno Didier de Radiguès             | Reynard 01Q/Judd        |
| 2001   | GTS    | Terry Borcheller Franz Konrad             | Saleen S7 R             |
| 2001   | GT     | JJ Lehto Jörg Müller                      | BMW M3 GTR              |
| 2002   | LMP900 | Emanuele Pirro Frank Biela                | Audi R8                 |
| 2002   | LMP675 | Chad Block Steven Knight Claudia Hürtgen  | MG-Lola EX257           |
| 2002   | GTS    | Tomáš Enge Peter Kox                      | Ferrari 550 Maranello   |
| 2002   | GT     | Lucas Luhr Sascha Maassen                 | Porsche 996 GT3 RS      |
| 2003   | LMP900 | Frank Biela Marco Werner                  | Audi R8                 |
| 2003   | LMP675 | James Weaver Butch Leitzinger             | MG-Lola EX257           |
| 2003   | GTS    | Jan Magnussen David Brabham               | Ferrari 550 Maranello   |
| 2003   | GT     | Sascha Maassen Lucas Luhr                 | Porsche 996 GT3 RSR     |
| 2004   | LMP1   | Johnny Herbert Pierre Kaffer              | Audi R8                 |
| 2004   | LMP2   | Clint Field Rick Sutherland Robin Liddell | Lola B2K/40-Judd        |
| 2004   | GT1    | Ron Fellows Johnny O’Connell              | Chevrolet Corvette C5-R |
| 2004   | GT2    | Marc Lieb Romain Dumas                    | Porsche 996 GT3 RSR     |
| 2005   | P1     | Tom Chilton Hayanari Shimoda              | Zytek 04S               |
| 2005   | P2     | Sascha Maassen Lucas Luhr                 | Porsche RS Spyder       |
| 2005   | GT1    | Olivier Beretta Oliver Gavin              | Chevrolet Corvette C6.R |
| 2005   | GT2    | Patrick Long Jörg Bergmeister             | Porsche 996 GT3 RSR     |
| 2006   | P1     | Rinaldo Capello Allan McNish              | Audi R10 TDI            |
| 2006   | P2     | Romain Dumas Lucas Luhr                   | Porsche RS Spyder       |
| 2006   | GT1    | Stéphane Sarrazin Pedro Lamy              | Aston Martin DBR9       |
| 2006   | GT2    | Mika Salo Stéphane Ortelli                | Ferrari F430 GT         |
| 2007   | P1     | Rinaldo Capello Allan McNish              | Audi R10 TDI            |
| 2007   | P2     | Romain Dumas Timo Bernhard                | Porsche RS Spyder Evo   |
| 2007   | GT1    | Oliver Gavin Olivier Beretta              | Chevrolet Corvette C6.R |
| 2007   | GT2    | Mika Salo Jaime Melo                      | Ferrari F430 GT         |

| Saison | Klasse | Sieger                                               | Wagen                   |
| ------ | ------ | ---------------------------------------------------- | ----------------------- |
| 2008   | P1     | Marco Werner Lucas Luhr                              | Audi R10 TDI            |
| 2008   | P2     | Franck Montagny Tony Kanaan                          | Acura ARX-01B           |
| 2008   | GT1    | Olivier Beretta Oliver Gavin                         | Chevrolet Corvette C6.R |
| 2008   | GT2    | Dominik Farnbacher Dirk Müller                       | Ferrari F430 GT         |
| 2009   | P1     | Gil de Ferran Simon Pagenaud                         | Acura ARX-02a           |
| 2009   | P2     | Adrián Fernándezbr /> Luis Díaz                      | Acura ARX-01B           |
| 2009   | GT2    | Jörg Bergmeister Patrick Long                        | Porsche 997 GT3 RSR     |
| 2009   | GTC    | John Baker Guy Cosmo                                 | Porsche 997 GT3 Cup     |
| 2010   | P1     | Simon Pagenaud David Brabham Marino Franchitti       | Acura ARX-02a           |
| 2010   | PC     | Scott Tucker Christophe Bouchut Mark Wilkins         | Oreca FLM09             |
| 2010   | GT1    | Jörg Bergmeister Patrick Long                        | Porsche 997 GT3 RSR     |
| 2010   | GTC    | Tim Pappas Jeroen Bleekemolen Sebastiaan Bleekemolen | Porsche 997 GT3 Cup     |
| 2011   | P1     | Adrián Fernández Stefan Mücke Harold Primat          | Lola-Aston Martin LMP1  |
| 2011   | P2     | Scott Tucker Christophe Bouchut Luis Díaz            | HPD ARX-01g             |
| 2011   | PC     | Eric Lux Elton Julian Mike Guasch                    | Oreca FLM09             |
| 2011   | GT1    | Jörg Bergmeister Patrick Long                        | Porsche 997 GT3 RSR     |
| 2011   | GTC    | Duncan Ende Spencer Pumpelly Peter Ludwig            | Porsche 997 GT3 Cup     |
| 2012   | P1     | Klaus Graf Lucas Luhr                                | HPD ARX-03a             |
| 2012   | P2     | Scott Tucker Luis Díaz Franck Montagny               | HPD ARX-03b             |
| 2012   | PC     | Jonathan Bennett Colin Braun                         | Oreca FLM09             |
| 2012   | GT1    | Oliver Gavin Tommy Milner                            | Chevrolet Corvette C6.R |
| 2012   | GTC    | Emilio Di Guida Bret Curtis Jeroen Bleekemolen       | Porsche 997 GT3 Cup     |
| 2013   | P1     | Klaus Graf Lucas Luhr                                | HPD ARX-03c             |
| 2013   | P2     | Scott Tucker Marino Franchitti                       | HPD ARX-03b             |
| 2013   | PC     | Luis Díaz Mike Guasch                                | Oreca FLM09             |
| 2013   | GT1    | Jan Magnussen Antonio García                         | Chevrolet Corvette C6.R |
| 2013   | GTC    | Nick Tandy Henrique Cisneros                         | Porsche 997 GT3 Cup     |

### A1 Grand Prix
| Saison    | Gewinner des Sprint-Rennens | Gewinner des Hauptrennens |
| --------- | --------------------------- | ------------------------- |
| 2005–2006 | Salvador Durán              | Salvador Durán            |

### Superbike-Weltmeisterschaft
| Saison | Sieger                       | Maschine        |
| ------ | ---------------------------- | --------------- |
| 1995   | Anthony Gobert Troy Corser   | Kawasaki Ducati |
| 1996   | John Kocinski Anthony Gobert | Ducati Kawasaki |
| 1997   | John Kocinski                | Honda           |
| 1998   | Troy Corser Noriyuki Haga    | Ducati Yamaha   |
| 1999   | Anthony Gobert Ben Bostrom   | Ducati          |
| 2000   | Noriyuki Haga Troy Corser    | Yamaha Aprilia  |
| 2001   | Ben Bostrom                  | Ducati          |
| 2002   | Troy Bayliss Colin Edwards   | Ducati Honda    |

| Saison | Sieger                         | Maschine         |
| ------ | ------------------------------ | ---------------- |
| 2003   | Pierfrancesco Chili Rubén Xaus | Ducati           |
| 2004   | Chris Vermeulen                | Honda            |
| 2013   | Tom Sykes Eugene Laverty       | Kawasaki Aprilia |
| 2014   | Marco Melandri Tom Sykes       | Aprilia Kawasaki |
| 2015   | Chaz Davies                    | Ducati           |
| 2016   | Jonathan Rea Tom Sykes         | Kawasaki         |
| 2017   | Chaz Davies Jonathan Rea       | Ducati Kawasaki  |
| 2018   | Jonathan Rea                   | Kawasaki         |

| Saison | Sieger                   | Maschine        |
| ------ | ------------------------ | --------------- |
| 2019   | Jonathan Rea Chaz Davies | Kawasaki Ducati |

### Motorrad-Weltmeisterschaft

#### 500-cm³-Klasse
| Saison | Sieger        | Maschine |
| ------ | ------------- | -------- |
| 1988   | Eddie Lawson  | Yamaha   |
| 1989   | Wayne Rainey  | Yamaha   |
| 1990   | Wayne Rainey  | Yamaha   |
| 1991   | Wayne Rainey  | Yamaha   |
| 1993   | John Kocinski | Cagiva   |
| 1994   | Luca Cadalora | Yamaha   |

#### MotoGP-Klasse
| Jahr | Sieger          | Team                | Maschine               |
| ---- | --------------- | ------------------- | ---------------------- |
| 2005 | Nicky Hayden    | Repsol Honda        | Honda RC211V           |
| 2006 | Nicky Hayden    | Repsol Honda        | Honda RC211V           |
| 2007 | Casey Stoner    | Ducati Marlboro     | Ducati Desmosedici GP7 |
| 2008 | Valentino Rossi | Yamaha Motor Racing | Yamaha YZR-M1          |
| 2009 | Dani Pedrosa    | Repsol Honda        | Honda RC212V           |
| 2010 | Jorge Lorenzo   | Yamaha Motor Racing | Yamaha YZR-M1          |
| 2011 | Casey Stoner    | Repsol Honda Team   | Honda RC212V           |
| 2012 | Casey Stoner    | Repsol Honda Team   | Honda RC213V           |
| 2013 | Marc Márquez    | Repsol Honda Team   | Honda RC213V           |